# Eintausendeins
Die Zahl Eintausendeins (1001), manchmal auch Eintausendundeins oder kurz Tausendeins, ist die natürliche Zahl zwischen 1000 und 1002. Sie ist ungerade.

## Teilbarkeitsregel
1001 ist keine Primzahl, sondern das Produkt dreier Primzahlen:
{\displaystyle 1001=7\cdot 11\cdot 13}
Eine natürliche Zahl ist genau dann durch 7 (bzw. 11 oder 13) teilbar, wenn die alternierende Summe der von rechts gebildeten Dreiergruppen durch 7 (bzw. 11 oder 13) teilbar ist.
Als Beispiel betrachten wir 47.405.100.203.526. Die alternierende Summe der Dreiergruppen ist 526−203+100−405+47 = 65. Da 65 durch 13 teilbar ist, ist auch die Ausgangszahl durch 13 teilbar. Da 65 weder durch 7 noch durch 11 teilbar ist, ist auch die Ausgangszahl nicht durch 7 oder 11 teilbar.
Der Grund für diese Regel liegt darin, dass
{\displaystyle 1001=7\cdot 11\cdot 13}   und   {\displaystyle 1000\equiv -1\mod 1001}
ist, wobei mod für Modulo steht. In obigem Beispiel gilt modulo 1001
{\displaystyle 47.405.100.203.526=526\cdot 1000^{0}+203\cdot 1000^{1}+100\cdot 1000^{2}+405\cdot 1000^{3}+47\cdot 1000^{4}}
{\displaystyle \equiv 526\cdot (-1)^{0}+203\cdot (-1)^{1}+100\cdot (-1)^{2}+405\cdot (-1)^{3}+47\cdot (-1)^{4}=526-203+100-405+47=65}
und daraus ergibt sich die Teilbarkeitsbehauptung.
Insbesondere ist jede sechsstellige Zahl mit der Ziffernfolge ABCABC, wobei A oder B auch eine Null und die Zahl damit vier- oder fünfstellig sein kann, durch 1001 teilbar und damit durch 7, 11 und 13, denn in diesem Falle ist die alternierende Summe der Dreiergruppen gleich ABC−ABC = 0.

## Weitere mathematische Eigenschaften
Die Zahl 1001 ist
- eine Fünfeckszahl (Pentagonalzahl),
- eine Pentatopzahl (Hypertetraederzahl),
- eine Sphenische Zahl,
- ein Zahlenpalindrom.

## Nichtmathematische Bedeutungen
Die Zahl 1001 wird oft benutzt, um eine Aussage im Sinne von „viel und noch etwas darüber hinaus“ oder „mehr, als man denkt“ zu machen. Das gilt besonders in der Werbung. So gibt es Spielsammlungen mit 1001 Spielen – hier werden zumeist viele Würfelspiele und deren Variationen gezählt –, Sammlungen mit 1001 Schriftartdateien (Fonts), Angebote mit 1001 Büchern, Liedern usw.
Der Titel der morgenländischen Erzählsammlung Tausendundeine Nacht hat auch die Bedeutung „sehr lange“, und entsprechend Tausendundein Tag.
Im RAL-Farbsystem entspricht 1001 dem Farbton Beige.